# Biscucuy
Biscucuy es una ciudad andina venezolana y la capital del municipio Sucre, ubicada en el occidente del estado Portuguesa. Para el año 2011 contaba con 12 799 habitantes. El principal factor económico de la región es la agricultura que se realiza en los alrededores montañosos de la ciudad. Fue fundada como pueblo de misión el 17 de noviembre de 1778. Su desarrollo a futuro se basa en el turismo de montaña y la producción agroecológica del café, asimismo se plantea la construcción del Parque Venezolano del Café en la ciudad de Biscucuy.

## Geografía
La localidad de Biscucuy, capital del municipio Sucre del estado Portuguesa, se encuentra enclavada en el piedemonte andino, específicamente en la Sierra de Portuguesa, una prolongación de la Cordillera de Mérida, en la zona alta del noroeste portugueseño.
La Sierra de Portuguesa comienza con el Parque Nacional Guaramacal, un macizo montañoso que, aunque pertenece principalmente a la Sierra de Trujillo, abarca una pequeña pero significativa porción del territorio de Portuguesa. En este parque culmina la fila montañosa conocida como El Páramo de los Rosarios, que alcanza altitudes entre 2.420 y 2.500 metros sobre el nivel del mar. Este páramo se sitúa en la cima de las montañas de La Banda, dentro de la parroquia San Rafael de Palo Alzado.
A partir de este punto, el relieve andino comienza a descender gradualmente, extendiéndose en filas montañosas alargadas hacia el noreste. Las altitudes disminuyen progresivamente hasta quedar por debajo de los 2.000 metros, dando paso al sur a las llanuras del estado Portuguesa, donde el paisaje cambia drásticamente.
Biscucuy se asienta en un valle fértil, formado por la confluencia de tres ríos: el Chabasquén, el Saguáz y el Biscucuisito, todos ellos afluentes del río Guanare. El clima de la zona es fresco durante la mayor parte del año, aunque en las últimas décadas se ha registrado un aumento preocupante de la temperatura, producto de la deforestación, la tala y la quema, que han afectado cientos de kilómetros cuadrados de bosque.
Los ríos de la región son utilizados como balnearios naturales, especialmente el Saguáz, que sigue siendo muy visitado por locales y turistas. En cambio, el Biscucuisito ha sufrido un alto grado de contaminación, lo que ha reducido significativamente su atractivo recreativo.

### Ubicación
- Coordenadas:

09º21‘30″ N
69º59’05″ w

### Área y población
El Municipio Sucre tiene una extensión de 446 km², es decir, unas 44.600 ha aproximadamente, con una población de 44.000 habitantes, con una densidad de 88 habitantes por km², distribuidos en su mayoría en el medio rural, unos 30.000 habitantes, y en el medio urbano unos 14.000. La población se caracteriza por ser rural en un 65% y sólo 35% urbana.

### División política
El Municipio Sucre está dividido en 6 Parroquias y 84 Caseríos. Siendo estas Parroquia Biscucuy, La Concepción, San Rafael de Palo Alzao, San José de Saguaz, Uvencio Antonio Velasquez y Villa Rosa.

## Historia
En 1929, el pueblo fue ocupado durante el levantamiento militar de la La Gabaldonera en contra del dictador Juan Vicente Gómez.

## Economía
Gran parte de su economía depende del café (siendo el primer municipio productor de café del estado Portuguesa), el cambur, el ocumo, algunos cítricos y la ganadería que lentamente ha ido creciendo (aproximadamente 40.000 cabezas de ganado) con el impulso por parte del gobierno estadal. Entre otras actividades que contribuyen a la economía de Biscucuy están: el turismo, la ganadería avícola, porcina y apícola.
Encontramos en el sector comercial abastos, ventas de línea blanca, ferreterías, centros de conexión a Internet banda ancha y medios de comunicación. Entre los medios de comunicación se encuentran 7 emisoras de radio, 6 de ellas comunitarias, 2 emisoras de televisión en circuito cerrado por cable, empresa que ofrece servicio de televisión por cable, 2 empresas de televisión satelital, 3 empresas de telefonía celular y local inalámbrica, una empresa de telefonía local alámbrica, entre otros.

## Clima
La temperatura del Municipio oscila entre los 10 °C y los 28 °C, según la estación meteorológica. Biscucuy según la clasificación Holdrige, se ubica en la zona de vida correspondiente a un bosque húmedo tropical premontano, y puede ser enmarcado como una zona montañosa, ya que su relieve en su mayoría se encuentra entre los 600 y 1.600 m s. n. m. Con precipitaciones entre los 1.880 y 2.300 mm en un 80% del territorio y desde 1.600 a 2.000 mm en el área restante, ubicada hacia la zona oriental.

## Comunicaciones
Biscucuy está conectada con la ciudad de Guanare, capital del estado Portuguesa, mediante una vía secundaria, con El Tocuyo en Lara a través de la Troncal 7 y con Boconó, en Trujillo, mediante otra vía secundaria a través de las montañas.

## Gastronomía
La gastronomía biscucuyense se destaca y diferencia a la del estado Portuguesa general (comida llanera), siendo la de este acogedor pueblo andino identificada por un delicioso plato llamado "gallina rellena" el cual causa gran impacto para turistas y residentes del municipio por su especificidad en la preparación. Consta decir que debido a la crisis económica de Venezuela en general productos e ingredientes necesarios para la preparación del mismo escasean, no obstante actualmente no se percibe el sabor de antaño de esta suculenta receta de Biscucuy.

## Turismo
Entre los lugares que cualquier turista debe asistir sin error de omisión son sus ríos, en especial el Balneario del río Saguáz, considerado patrimonio del municipio donde se puede disfrutar de un sinfín de actividades, y el extenso y atrapante rio Anus, ubicado a pocos kilómetros de un pueblo adyacente "Las Cruces". Además de ríos, las montañas y pequeños valles cercanos revisten de paisajes tropicales-andinos con panorámicas sensacionales llenas de cultivos agrícolas y ganaderos, dándole un sencillo toque de galanura a un pueblo con joven historia como su himno lo simboliza. 
En el casco de la ciudad, su plaza, y alrededores vestidos con gran excelencia, remodelados por Jobito Villegas su anterior alcalde, además sus escuelas, la Guillermo Gamarra, Fernando Lozano, Jaime Cazorla, con nombres de alto calibre en el argot del Biscucuyano.
Pequeñas plazas como La Biblia, Los Almendrones, etc y una avenida con semáforos novedosos ( la avenida Sucre) donde ahora se encuentra un ventorrillo muy visitado, "Los Pabellones de Gollo", un punto de encuentro nocturno, de madrugada y con más recurrencia a fines de semana, ya se ha hecho costumbre que después de cada festejo, el biscucuyense se dirija hacia donde "Gollo" un señor de bigote que prepara unos pabellones criollos que sacian el hambre de los llamados "parranderos de Biscucuy".

## Escudo
El escudo, tiene el centro de su parte superior, un sol sobre fondo blanco, que simboliza la libertad y prosperidad de nuestro pueblo y sus montañas y dentro de este la palabra” SUCRE” en homenaje a uno de los héroes de nuestra independencia. Al lado derecho una rama de cafeto (Coffea arabica) que simboliza la mayor riqueza de nuestro municipio y también la base económica de nuestro pueblo. Al lado izquierdo: Tiene una hoja de cambur, planta que en un futuro no muy lejano puede convertirse en una de las bases económicas de la región, además el cultivo merece incrementarse ya que el cambur se consume en varias formas en todo el país y además se exporta a varios países americanos y europeos. En la parte inferior del escudo: una cinta amarilla donde aparece la palabra Biscucuy en honor en uno de surjo, que al transcurrir el tiempo tomó su nombre nuestro pueblo como unos de la más prósperos de Venezuela, y la fecha de fundación. Dentro del escudo en la parte superior derecha: Aparece el árbol que fue sembrado para hacer historia, rico en anécdotas, pintado por nuestro artistas, visitado y visto por innumerables personas, es el llamado comúnmente Pan de Pobre, árbol de pan (Artocalpus Altilis) y fue plantado por uno de los ciudadanos ilustres de nuestro terruño Don Isaias Briceño en el año 1.912, como un homenaje perdurable en gratitud a nuestra ciudad. En la parte superior izquierda: Aparece el puente ” La Tembladora” sobre el río Saguáz como una base y soporte económico hacia los caseríos El Rodeo, La Sabanita, Santo Domingo, Las Oscuranitas, San Isidro, El Gavilán, El Potrero, Mijaguito, Bucaral, La Esperanza, San José de la Montaña, San Juan de La Hondonada, (pertenece al Municipio, Guanare, pero se benefician directamente del Municipio Sucre). Todos estos caseríos representan y aportan el 60% de la producción de café del Municipio y otros productos que llegan directamente a nuestra población a través del puente.

## Bandera
Posee una franja superior, compuesta por un triángulo escaleno de color azul celeste, ubicado en el sentido contrario a la franja inferior, para significar con ello la idea de protección divina desde el firmamento.
La insertada en la parte superior izquierda de la franja azul , emerge desde la pureza del blanco, la figura estilizada de una planta de café, con la misma tonalidades del resto del diseño, para simbolizar el sustento vital de los pobladores. La fuerza expresiva del rojo de la semilla, representada en tres círculos, nos remite a la gesta libertaria de nuestros antepasados y a la sangre derramada por los indígenas cambambas en su afán por perpetuar la raza autóctona de estas tierras. Franja central: De color verde vegetal está constituida por un rectángulo que se pierde en el infinito como señal de la esperanza de un pueblo que ha hecho historia con sus hombres y con sus obras. Desde el punto de vista compositivo, viene a configurar las ideas de la perspectiva geográfica, la cual se proyecta como la esencia del quehacer cotidiano de la región. Franja inferior: Configurada por otro triángulo escaleno de color verde grama, que simboliza la exuberante vegetación del pie de monte andino, punto de origen de la vida sucrense. La inclinación del triángulo, de menos a más, de izquierda a derecha, es una alegoría a la serranía de Biscucuy, y de la importancia que tiene la montaña en la forma de vida de la gente trabajadora de este municipio. El color blanco que aparece de trasfondo entre los elementos de la bandera viene a testimoniar la pureza e hidalguía del pueblo Sucrense. Fecha de Declaración de la Bandera: 17 de noviembre de 1997.

## Himno
Honra al pueblo de joven historia
Que refugia en sus brazos al sol
Y a sus hijos que nunca olvida
El calor de su amor siempre dio
Y en montañas de verdes recuerdos
Y en sus frutos de rojo fulgor
Y en sus hombres que labran la tierra
La justicia Bolívar sembró
Juventud que levanta la gloria
Verbo eres en esta oración
Con tu estudio amor y trabajo
El nativo ilustre forjó
Y en tu piel que araron dos hombres
La semilla de fe se sembró
El maestro que gana la lucha
Y el guerrero victoria nos dio
- Letra: Lenín Domingo Fernádez Castellanos
- Música: Lenín Domingo Fernádez Castellanos y Williams Iñiguez)

Declarado el 19 de julio de 1990